# Orostachys fimbriata
Orostachys fimbriata es una especie de planta fanerógama perteneciente a la familia Crassulaceae.   

## Descripción
Orostachys fimbriata  es una planta perenne que tiene las hojas en roseta lineal, corta; con apéndices blancos, suborbiculares, cartilaginosos, centralmente espinosos, y con el mangen fimbriado. Hojas del tallo lineal a lanceoladas, de 1,9-3 × 0,2-0,5 cm, ápice espinoso.  Inflorescencia racemosa o basalmente ramificada y cónica, densa, de 12-25 × 10-20 cm; con brácteas lineales, ápice acuminado; pedicelos de 1 cm. Sépalos oblongos, de 1-3 mm. Pétalos rojos o blancos, elípticos lanceolados. Estambres más cortos que los pétalos o igualando; anteras púrpuras.  Los folículos oblongos, con un delgado pico apical, de 1 mm. Semillas numerosas, ovoides, diminutas. Fl. agosto-septiembre, fr. septiembre-octubre.

## Distribución y hábitat
Se encuentra en las rocas en las laderas, tejados de las casas, troncos de árboles cubiertos de musgo; a una altitud de 1600 m (3500 m en Gansu y Qinghai). Anhui, Gansu, Hebei, Heilongjiang, Henan, Hubei, Jiangsu, Liaoning, Mongolia Interior, Ningxia, Qinghai, Shaanxi, Shandong, Shanxi, Zhejiang en China y en Corea, Mongolia y Rusia. 

## Usos
Esta especie se utiliza medicinalmente.

## Taxonomía
Orostachys fimbriata fue descrita por (Turcz.) A.Berger y publicado en Die natürlichen Pflanzenfamilien, Zweite Auflage 18(a): 464. 1930.
Etimología
Orostachys: nombre genérico que deriva de las palabras griegas: óros de "montaña" y stachys para "oreja".
fimbriata: epíteto latíno que significa "con flecos".
Sinonimia
- Cotyledon fimbriata Turcz. basónimo
- Cotyledon fimbriata var. ramosissima (Maxim.) Maxim.
- Orostachys fimbriata var. grandiflora F.Z.Li & X.D.Chen
- Orostachys fimbriata var. shandongensis F.Z.Li & X.D.Chen
- Orostachys jiuhuaensis X.H.Guo & X.L.Liu
- Orostachys ramosissima (Maxim.) V.V.Byalt
- Sedum fimbriatum Franch.
- Sedum fimbriatum var. ramosissimum (Maxim.) Fröd.
- Sedum limuloides Praeger
- Sedum ramosissimum (Maxim.) Franch.
- Umbilicus fimbriatus Turcz.
- Umbilicus ramosissimus Maxim.[4]